# دينيس إيروين
دينيس جوزيف ايروين (ولد في 31 أكتوبر 1965) هو لاعب كرة قدم محترف سابق لعب في مركز الظهير الأيسر في الفترة 1983-2004.
ولد في كورك، أيرلندا، اشتهر بمسيرة طويلة وناجحة مع مانشستر يونايتد، حيث أسس نفسه باعتباره واحدا من أهم اللاعبين في الفريق الذي فاز بمجموعة من الجوائز المحلية والأوروبية بين عامي 1990 و2002.
كان ينظر إليه من قبل السير اليكس فيرغسون كواحد من أهم الاعبين ومن أعظم الاعبين الذين وقع هم في النادي.

## سيرة اللاعب
ليدز يونايتد وأولدهام أتليتيك
بدأ مسيرة ايروين مع ليدز يونايتد في عام 1983، ولعب 72 مباراة في دوري الدرجة الثانية، قبل أن ينتقل إلى أولدهام أثليتيك في صفقة انتقال حر في عام 1986.
ساعد أولدهام وصول إلى الدور نصف النهائي من كأس الاتحاد الإنجليزي والمباراة النهائية لكأس رابطة اندية المحترفين لكرة القدم في عام 1990 قبل أن ينقل إلى مانشستر يونايتد مقابل رسم قدره 625,000 £.
 مانشستر يونايتد
خلال 12 عاما في أولد ترافورد، لعب 296 مباراة في الدوري الممتاز وفاز بسبع ميداليات للدوري الممتاز، فضلا عن ثلاثة ألقاب لكأس الاتحاد الإنجليزي (1994 و 1996 و 1999)، وميدالية الفائز بكأس دوري ابطال أوروبا وكأس الكؤوس الأوروبية.
وكان يلعب بشكل مميز في مركز الظهير وفي كلتا الجهتين. كان ايروين متخصصا وخبيرا في تنفيذ الركلات الحرة وضربات الجزاء.
وحتى عندما وصل إلى منتصف الثلاثينات من العمر كان لا يزال الخيار الأول في مركز الظهير الأيسر في مانشستر يونايتد.
وسجل ما مجموعه 22 هدفا في الدوري لمانشستر يونايتد، بما في ذلك العديد من ضربات الجزاء.
أول هذف جاء يوم 7 سبتمبر عام 1991 في الفوز 3-0 على نوريتش سيتي في دوري الدرجة الأولى.
منح مانشستر يونايتد دينيس ايروين مباراة تكريمية أمام مانشستر سيتي- لعبت في 16 أغسطس 2000 على ملعب اولد ترافورد.
على الرغم من كونها مباراة ودية، ولكن بسبب كونها مباراة بين غريمه المحلي، خرج ايروين مصابا في الدقيقة 37 بعد احتكاك من قبل المهاجم جورج وياه.
قدم ايروين آخر ظهور له مع مانشستر يونايتد في أولد ترافورد ضد تشارلتون أثليتيك في اليوم الأخير من الدوري الممتاز موسم 2001-02 (12 مايو 2002)، والتي انتهت بالتعادل 0-0.
المسيرة الدولية
لعب 56 مباراة لجمهورية أيرلندا بين عامي 1990 و 1999، وسجل أربعة أهداف. وجاء أول ظهور له يوم 12 سبتمبر 1990 (بعد انتقاله إلى مانشستر يونايتد)، عندما فازوا على المغرب 1-0 في مباراة ودية.
لعب لأول مرة في مباراة دولية رسمية في 17 أكتوبر 1990، عندما بدأ المنتخب التصفيات المؤهلة ليورو 92 بعد فوزه 5-0 على تركيا.
سجل أول هدف دولي له في 29 أبريل عام 1992 في مباراة ودية ضد الولايات المتحدة الأمريكية. وجاءت مباراته الدولية الأخيرة في 17 نوفمبر عام 1999 في سن ال 34، أمام تركيا في تصفيات النهائية لكأس الامم الأوروبية عام 2000 في مدينة بورصة.
لعب لمنتخب بلاده في نهائيات كأس العالم 1994.

## روابط خارجية
- دينيس إيروين على موقع الاتحاد الدولي (مؤرشف)  (الإنجليزية)
- دينيس إيروين على موقع الاتحاد الأوربي (الإنجليزية)
- دينيس إيروين على موقع قاعدة بيانات كرة القدم.إي يو (الإنجليزية)
- دينيس إيروين على موقع ناشيونال فوتبول تيمز (الإنجليزية)
- دينيس إيروين على موقع Soccerbase.com (لاعب) (الإنجليزية)
- دينيس إيروين على موقع عالم كرة القدم.نت (الإنجليزية)